# Borgáta
Borgáta é um município da Hungria, situado no condado de Vas. Tem 6,21 km² de área e sua população em 2015 foi estimada em 179 habitantes.